# Betws-y-Coed
Betws-y-Coed är en ort och community i Storbritannien.   Den ligger i kommunen Conwy och riksdelen Wales, i den södra delen av landet, 300 km nordväst om huvudstaden London. Byn har ett stort grönområde som på den västra sidan avgränsas av riksväg A5. Det finns många byggnader från 1800-talet, bland annat butiker för friluftskläder, hotell och kyrkan St Mary. 